# Stolniceni, Ungheni
Stolniceni este un sat din componența comunei Cioropcani din raionul Ungheni, Republica Moldova.

## Istorie
Prim atestare datează din 1579:
„Din mila lui Dumnezeu, Io Petru voievod, domn al Țării Moldovei. Iată au venit înaintea noastră și înaintea tuturor boierilor noștri moldoveni Sofia, după cinul călugăresc, Samfira, fiica lui Toader pârcălab, și nepoata ei, Pascalina fiica Costandei, cneaghina lui Stroici vistiernic, de asemenea nepoata lui Toader pârcălab, să ne roage și să-și ceară de la noi privilegiu de întărire pentru dreptele lor ocine și dedine și cumpărătură, pentru o seliște la Conovițe, pe gârla unde sunt Spinii Lupoaiei, pe care a cumpărat-o Toader pârcălab de la slugile noastre, Stanciul Sireț și de la nepotul lui de frate, Gherasim fiul lui Danciul Sireț, și de la vărul său Gherman Huhurez, fiul Neagăi, și vara lor, Nastea, toți nepoții lui Mihail și ai lui Ruștea, fiul lui Sireț, pentru patru sute de zloți tătărești. Și privilegiul de cumpărătură pe care l-au avut ei de la Petru voievod cel Bătrân ... , și o seliște pe Gârlă, mai sus de gura Săratei, la Viedzunei, care acum se numește Stolniceanii, ...
...
 
A scris Luca, la Iași, în anul 7087 <1579> august 17.”